# Liste von Schriftstellern der Dominikanischen Republik
Liste von Schriftstellern der Dominikanischen Republik.

## A
- José Ramón Abad (1845–1915)
- José Alcántara Almánzar (* 1946)
- Julia Álvarez (* 1950)
- Arambilet (* 1957)
- Máximo Avilés Blonda (1931–1988)

## B
- Joaquín Balaguer (1906–2002)
- Francesco Gregorio Billini (1844–1898)
- Juan Bosch (1909–2001)

## C
- Manuel del Cabral (1907–1999)
- Aída Cartagena Portalatín (1918–1994)
- Efraím Castillo (* 1940)
- Tulio Manuel Cestero (1877–1955)
- Hilma Contreras (1913–2006)

## D
- Gastón Fernando Deligne (1861–1913)
- Junot Díaz (* 1968)
- Virgilio Díaz Grullón (1924–2011)
- Juan Pablo Duarte (1813–1876)

## F
- Antonio Fernández Spencer (* 1922)
- Fabio Fiallo Cabral (1866–1942)

## G
- Manuel de Jesús Abreu Galván (1834–1910)
- Federico García Godoy (1857–1924)
- Freddy Gatón Arce (1920–1994)

## H
- Max Henríquez Ureña (1885–1968)
- Pedro Henríquez Ureña (1884–1946)
- Salomé Camila Henríquez Ureña (1850–1897)
- Federico Henríquez y Carvajal (1848–1952)
- Tomás Hernández Franco (1904–1952)

## I
- Héctor Incháustegui Cabral (1912–1979)

## L
- Américo Lugo (1870–1952)

## M
- Ramón Marrero Aristy (1913–1959)
- Miguel D. Mena (1961)
- Leopoldo Minaya (* 1963)
- Pedro Mir (1913–2000)
- Franklin Mieses Burgos (1907–1976)
- Domingo Moreno Jiménes (1894–1986)
- Mateo Morrison (* 1946)

## N
- Núñez de Cáceres, José (* 172-1846)

## P
- Cesar Nicolás Penson (1855–1901)
- José Joaquín Pérez (1845–1900)

## R
- Manuel Rueda (1921–1999)

## S
- Robin Santana Paulino (* 1968)
- Haffe Serulle (* 1947)
- Rosa Silverio (* 1978)

## T
- Emiliano Tejera Penson (1841–1923)
- Manuel de Jesús Troncoso (1878–1955)

## V
- Marcio Veloz Maggiolo (1936–2021)
- Juan de Dios Ventura Soriano (* 1940)
- Pedro Vergés (* 1945)
- Víctor Villegas (1924–2011)